# El halcón maltés (novela)
El halcón maltés (The Maltese Falcon) es una de las más conocidas novelas de Dashiell Hammett. Icono de la novela negra y policíaca, fue publicada en 1930 poco después de La llave de cristal y forma, junto con ésta, la parte más popular de su obra.
El Halcón Maltés, que da nombre a la novela, es una supuesta estatuilla con figura de halcón incrustada de piedras preciosas que los caballeros de la Orden de Malta regalaron al emperador Carlos V en 1530. La novela se desarrolla en la ciudad californiana de San Francisco, donde un puñado de delincuentes, no todos traficantes de arte, siguen la pista a dicha joya.
Sam Spade, el protagonista de El halcón maltés, es, sin duda alguna, el personaje más conocido de Dashiell Hammett. Detective privado que hace gala de la dureza y brutalidad de un hombre acostumbrado a abrirse camino a codazos en los ambientes más hostiles y que parece apreciar menos la propia vida que el dinero.
Esta novela de Dashiell Hammett dio origen a la película del mismo nombre realizada por John Huston en 1941, protagonizada por Humphrey Bogart, Mary Astor y Peter Lorre.